# Пізні побачення
«Пізні побачення» (рос. «Поздние свидания») — радянський художній фільм-мелодрама 1980 року, знятий на кіностудії «Ленфільм».

## Сюжет
Віра, приїхавши з села в Ленінград, здобула вищу освіту, захистила дисертацію. Сама побудувала й облаштувала кооперативну квартиру. Не вдалося їй тільки одне — сімейне щастя. Але ось Віра зустріла Миколу Єремійовича. Дві літні людини, відчувши кохання, здавалося, житимуть у парі. Він заради неї пожертвував сім'єю, вона — звичною свободою. Проте спільне життя виявилося непростим — разом Віра і Микола Єремійович ужитися не змогли.

## У ролях
- Лариса Мальована —  Віра, викладач, перекладачка
- Юрій Платонов —  Микола Єремійович, хімік
- Катерина Васильєва —  Варвара Семенівна, подруга Віри, лікар
- Сергій Никоненко —  Кукушкін, приятель і товариш на службі Миколи Єремійовича
- Аліна Ольхова —  Анна Іванівна, дружина Миколи Єремійовича
- Олександр Чабан —  Міша, син Миколи Єремійовича і Анни Миколаївни
- Галина Щепетнова —  Олена, наречена Міши
- Олег Пальмов —  Макаров, колишній приятель Віри
- Петро Шелохонов —  батько Олени
- Петро Горін —  Семен Петрович, начальник виробництва  (роль озвучив  Ігор Єфімов)

## Знімальна група
- Автори сценарію: Євген Габрилович,  Олексій Габрилович
- Режисер:  Володимир Григор'єв
- Оператор:  Валерій Миронов
- Художник:  Олексій Федотов
- Композитор:  Вадим Біберган